# Heliconius aurivillii
Heliconius aurivillii är en fjärilsart som beskrevs av Brykl 1953. Heliconius aurivillii ingår i släktet Heliconius och familjen praktfjärilar. Inga underarter finns listade i Catalogue of Life.